# ZJA
ZJA (voorheen Zwarts & Jansma Architecten) is een Nederlands architectenbureau dat gevestigd is in Amsterdam, opgericht in 1990 door Rein Jansma en Moshé Zwarts. Het bureau telt anno 2020 circa vijftig werknemers. Het bureau staat bekend om technische innovatie en hun infrastructurele projecten.

## Geschiedenis
Het architectenbureau Zwarts & Jansma Architecten is in 1990 als maatschap opgericht door Rein Jansma en toenmalig hoogleraar Moshé Zwarts onder de naam Buro voor architectuur en ontwikkeling.
Beide oprichters werkten al een aantal jaren samen maar besloten om vanuit het pand/atelier in Abcoude hun samenwerking officieel vorm te geven door als maatschap opdrachten te gaan verwerven. Kort na de oprichting kwamen ze in 1990 in het nieuws toen zij de Dr. H.P. Berlageprijs ontvingen voor het ontwerp van een wachthuisje (abri) voor het Haagse openbaar vervoer. De gemeente Den Haag besloot 800 stuks van deze abri's te gaan plaatsen.
In de eerste jaren was het bureau vooral actief als ontwerpstudio van architectuur en productontwikkeling, later legde het zich toe op specialisaties in infrastructuur, openbaar vervoer, sport & vrije tijd.
Zo verkreeg het bureau in 1994 de opdracht van de gemeente Amsterdam voor het ontwerp van enkele tientallen bruggen die de nieuw te bouwen woonwijk Nieuw Sloten, gebouwd in de polder, zouden moet gaan ontsluiten.

In het zelfde jaar ontwierp het bureau in opdracht van de gemeente Amstelveen een groot vervoerscentrum (parkeergarage en een busstation dat 400 busritten per dag moest kunnen verwerken) dat veel verzet opriep.
Recentelijk heeft ZJA internationale aandacht gekregen voor de renovatie van de Diamantbeurs in Amsterdam, die in 2020 is opgeleverd.

## Bekende ontwerpen
- Het Nederlandse paviljoen op de wereldtentoonstelling van 1992 in Sevilla (Expo '92)[16]
- De vernieuwbouw van het Stadion Feijenoord[17]
- Het Rotterdamse metrostation Wilhelminaplein[18]
- Het RandstadRail-station Beatrixkwartier in Den Haag (Netkous)[19]
- Het AFAS Stadion van AZ[20]
- De vernieuwbouw Hortus Botanicus Amsterdam[21][22]
- De vernieuwbouw van Stadion Galgenwaard van FC Utrecht
- De vernieuwbouw van het Sparta-Stadion Het Kasteel
- Het Centrum voor Top- en Breedtesport in Almere.[23]
- De uitbreiding van Het Topsportcentrum Rotterdam[24]
- De vernieuwbouw Thialf stadion Heerenveen[25]
- Het Vrijheidsmuseum Groesbeek[26]
- Eindstation E-lijn Den Haag[27][28]
- Verlengde Waalbrug in Nijmegen[29]
- Balgstuw bij Ramspol bij Ens[30]
- Parkeer Garage Albert Cuijp[31][32]
- Diamantbeurs Amsterdam[33][34]

## Publicaties
- Zwarts & Jansma Architecten 1990-2003. Bijdragen door Hans Ibelings, Rein Jansma, Jeroen Mesink, Kees Rijnboutt, Moshé Zwarts. Rotterdam NAi Publishers, 2003. ISBN 9789056623029
- 100 jaar Modern Den Haag. Door Eric Vreedenburg, Marcel Teunissen met een bijdrage van Mick Eekhout. Rotterdam, NAi Publishers, 2020. ISBN 978-94-6208-579-4
- Het Stadion de architectuur van massasport. Door M. Bouw. Met interview Zwarts & Jansma Architecten. Rotterdam, NAI Uitgevers/Publishers Stichting, 2000. ISBN 9789056621445
- Architecture Now. Amsterdam: Architectura & Natura, 1991. ISBN 9-07-157011-8

## Afbeeldingen

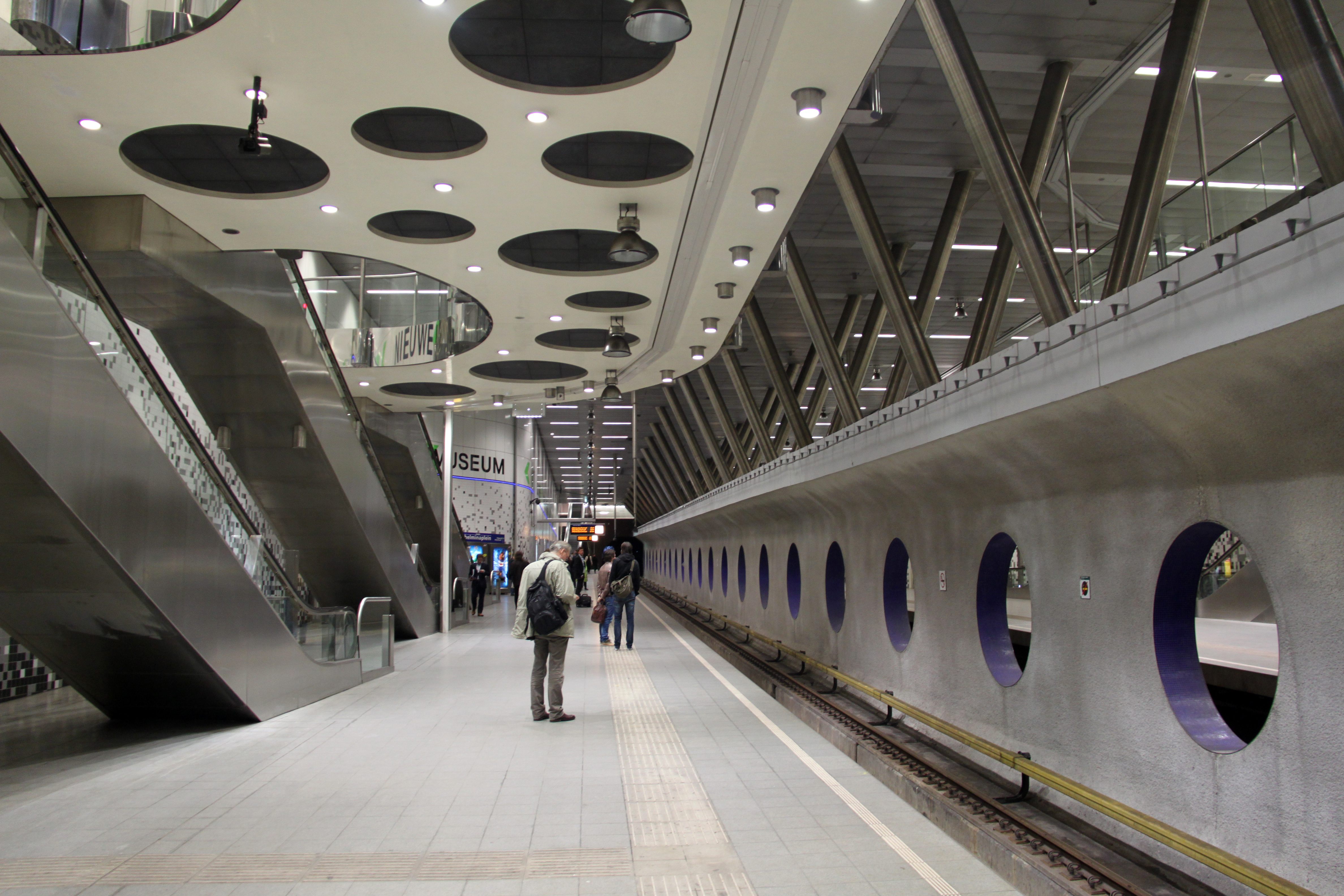
Metrostation Wilhelminaplein perron 2012
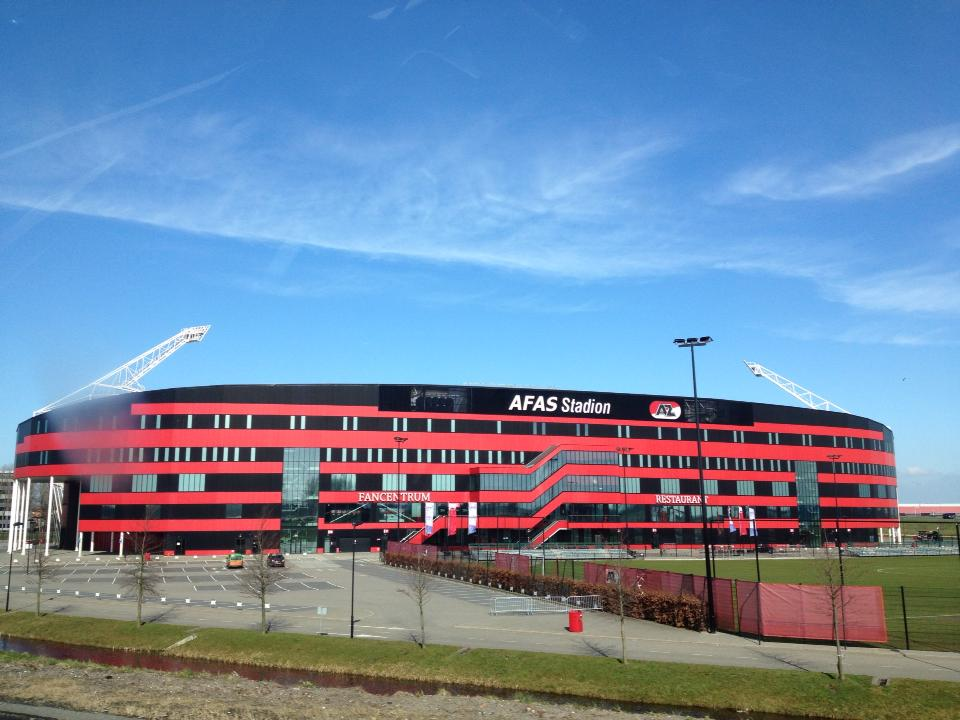
AFAS stadion
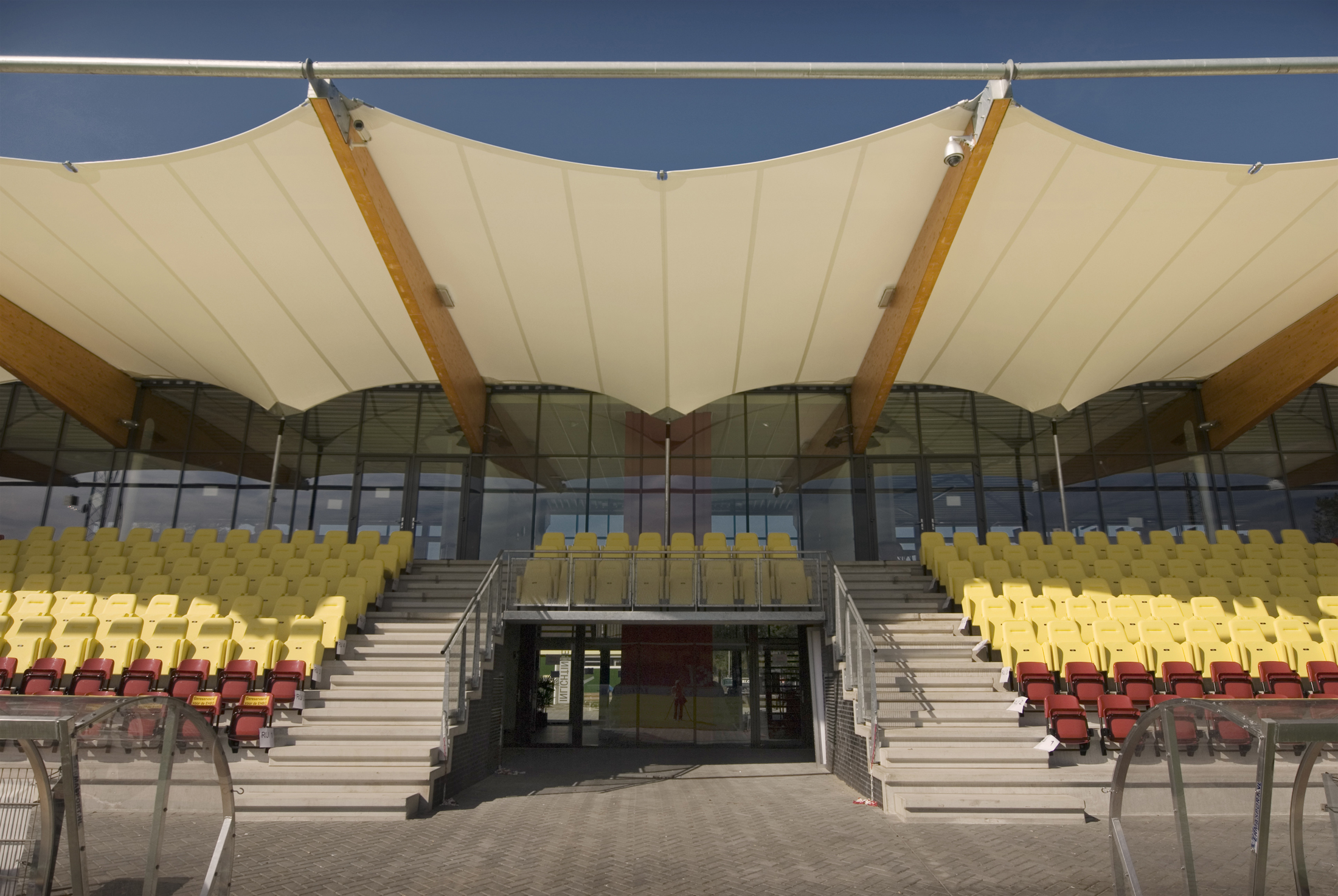
Telstar stadion te Velsen
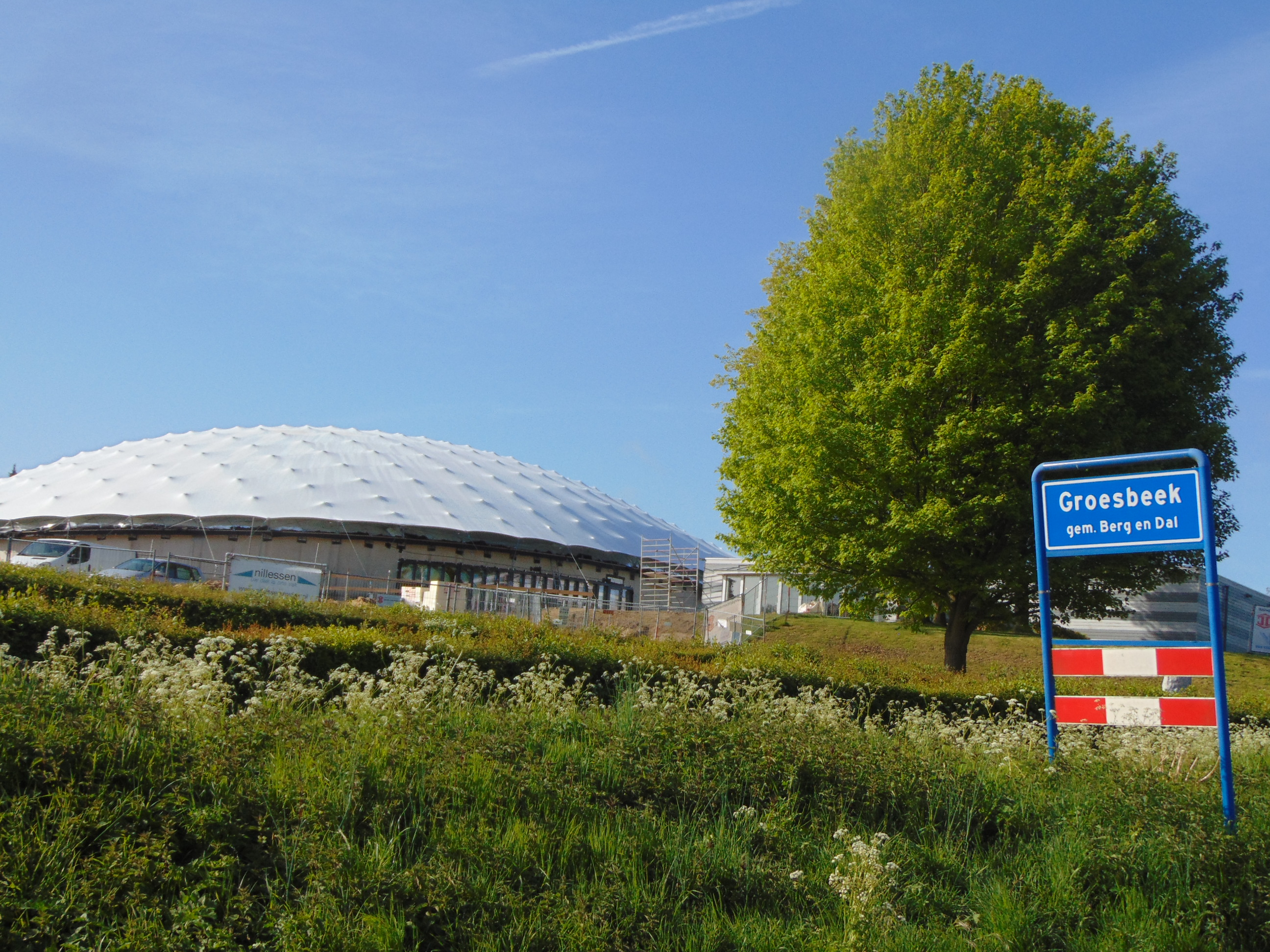
Vrijheidsmuseum
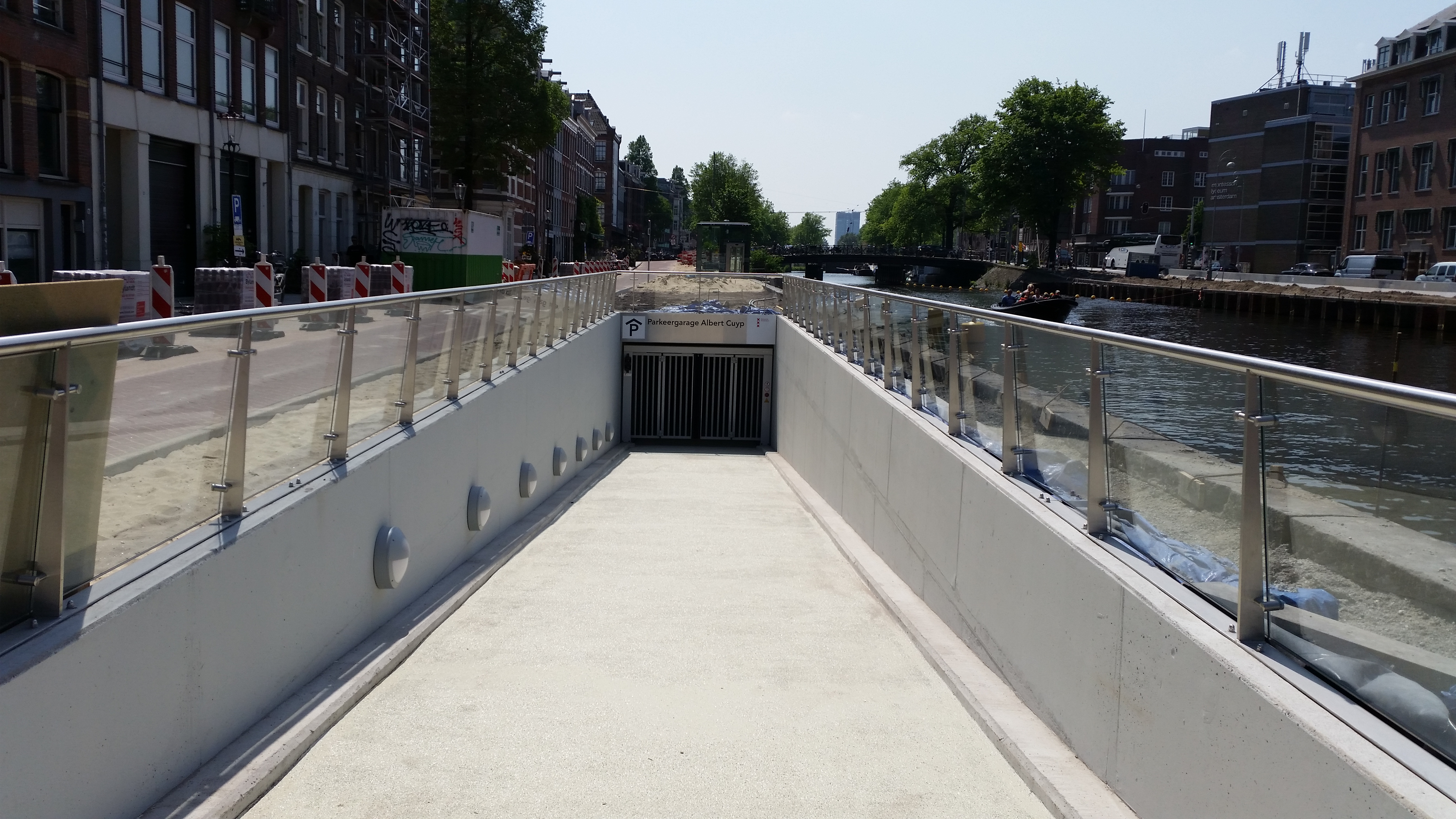
Albert Cuypgarage, ingang
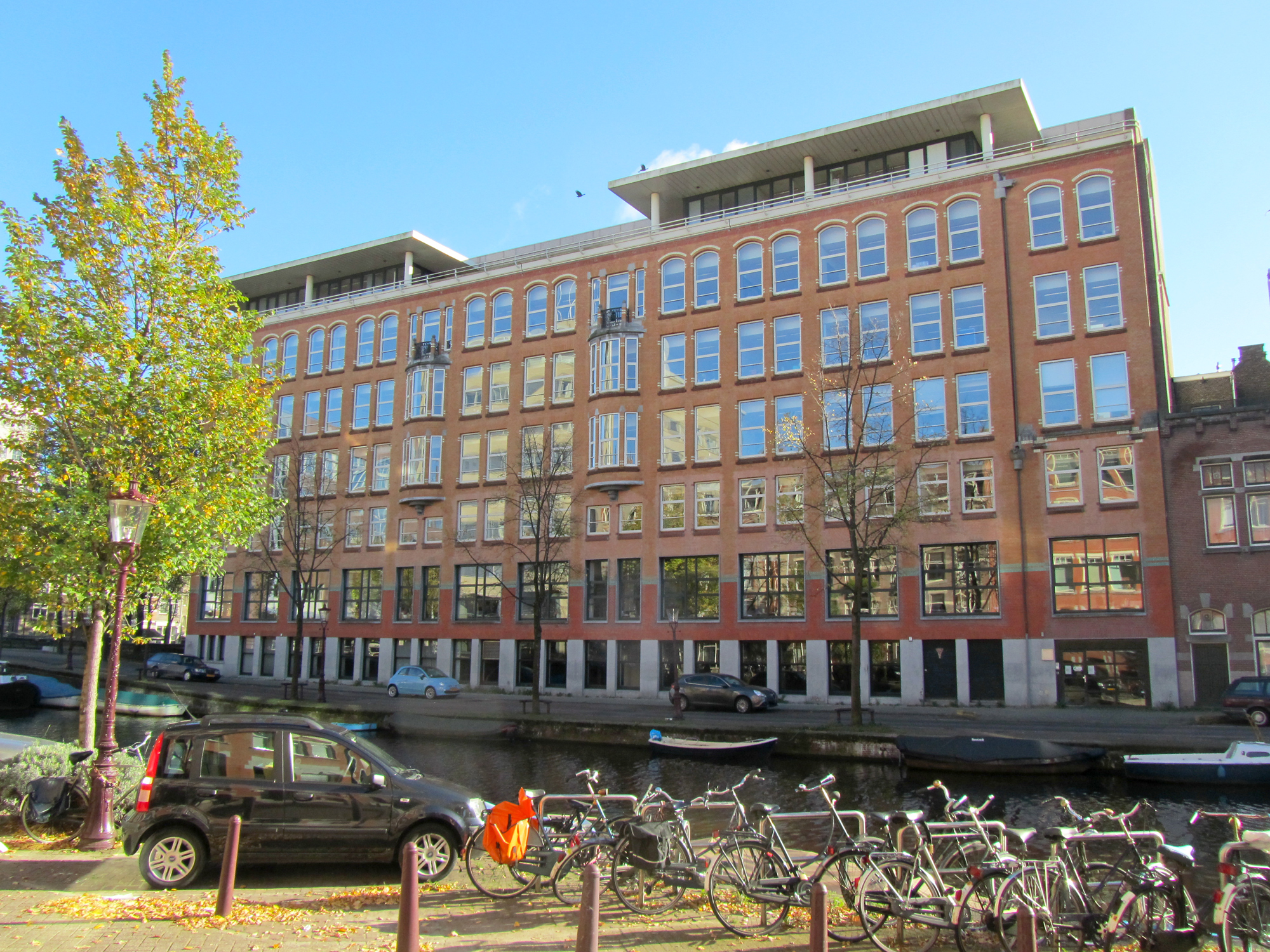
Diamantbeurs nieuwe achtergracht